# Motion (software)
Motion je softwarová aplikace vytvořená společností Apple Inc. pro jejich operační systém MacOS. Používá se k vytváření a úpravám pohybové grafiky, vytváření textů pro video produkci a filmovou produkci a 2D a 3D vizuálních efektů. 

## Historie
Původní produkt s názvem „Molokini“ byl představen na akci NAB 19. dubna 2004. 
Verze 1.0 byla k dispozici 11. srpna 2004. 
Před akcí NAB v dubnu 2005 vydal Apple Motion 2 spolu s novými aktualizacemi dalších aplikací optimalizovaných pro Power Mac G5 a Mac OS X 10.4 . Funkce představené v Motion 2: 
- 32bitové rednerování
- Replikátory
- Nové filtry
- MIDI rozšíření
- After Effects integrace

V lednu 2006 Apple přestal prodávat Motion jako samostatný produkt. Motion 3 byl představen na NAB v Las Vegas 15. dubna 2007 a byl zařazen jako součást sady Final Cut Studio 2. Funkce představené v Motion 3: 
- 3D prostředí – 2.5D kompozice
- 3D texty
- Vektorové malování
- Sledování bodů a sjednocení pohybu
- Stabilizace obrazu a SmoothCam
- Synchronizace zvuku
- Advanced Keyframe Editor
- Integrace Final Cut Pro – hlavní šablony Motion 3

Motion 4 byl představen 23. července 2009.  Nové funkce zahrnují: 
- 3D stíny
- 3D odrazy
- Hloubka ostrosti
- Parametry Link
- Rámování obrazu
- Vylepšené chování sekvenčního textu a nové předvolby
- Nové textové generátory
- Nové grafické generátory
- Nové filtry
- Podpora více dotykových gest
- Podpora ProRes 4444
- Export na pozadí

Motion 5 byl představen 21. června 2011.  Je k dispozici v obchodě Mac App Store za sníženou cenu 49,99 $. Motion 5 se nyní prodává jako samostatný produkt. Nové vlastnosti: 
- Generování pluginu Final Cut Pro X
- Sady parametrů
- Nový nástroj pro klíčování
- 64bitová verze

Motion 5.2 byl vydán 13. dubna 2015. Nové funkce: 
- 3D text
- Nové generátory
- Vylepšené tvary
- Vylepšené keyframování

Motion 5.3 byl vydán 27. října 2016. 
- Široké spektrum barev
- Nové chování
- Vylepšený 3D text

Motion 5.4 byl vydán 14. prosince 2017 s novými funkcemi: 
- Podpora pohybové grafiky 360 VR
- Možnost přepnout aktuální dokument Motion na projekt Motion, generátor Final Cut Pro, text Final Cut Pro, efekt Final Cut Pro nebo přechod Final Cut Pro
- Nové filtry pro různé grafické vzhledy
- Import, přehrávání a úpravy videoklipů HEVC a fotografií HEIF .
- Rychlejší analýza optického toku

Motion 5.4.1 byl vydán 9. dubna 2018.  Nové funkce: 
- ProRes RAW
- Oprava chyb

Motion 5.4.2 byl vydán 15. listopadu 2018. Nové funkce: 
- Pokročilé barevné třídění
- Filtr Tiny Planet – pro zobrazení 360 ° sférického videa v projektech bez 360°
- Opravy chyb – včetně použití text enginu pro vylepšené zobrazení nerománského textu

Motion 5.4.3 byl vydán 21. března 2019. Nové funkce: 
- Vylepšení kompatibility s macOS Mojave.

Motion 5.6 byl vydán 5. listopadu 2021. Nové funke:
- Sledování objektu
- Cinematic Mode
- Neon filtr

## Pozice na trhu
Motion je aplikace na pohybovou a kompoziční grafiku, je podobná v některých ohledech jako After Effects a Nuke. Ve verzi 3 přidal Apple do sady nástrojů Motion 3D skládání, vektorové malování a sledování pohybu. Tento přidaný výkon a GPU akcelerovaná povaha Motion umožňuje, aby byl považován za alternativu k těmto balíčkům pro titulky a jednoduché animační projekty.   